# Drakbåts-EM för landslag 2014
Drakbåts-EM för landslag 2014 anordnades av EDBF i Račice i Tjeckien den 25–27 juli. Distanserna var 200 meter, 500 meter och 2 000 meter. Det tävlades i dam-, mixed- och open-klasser på junior-, senior- och master-nivå.

## Medaljtabell
| Pl.    | Nation         | Guld | Silver | Brons | Totalt |
| ------ | -------------- | ---- | ------ | ----- | ------ |
| 1      | Tyskland       | 11   | 6      | 6     | 23     |
| 2      | Ukraina        | 11   | 1      | 9     | 21     |
| 3      | Ungern         | 7    | 1      | 3     | 11     |
| 4      | Polen          | 5    | 6      | 4     | 15     |
| 5      | Tjeckien       | 3    | 12     | 8     | 23     |
| 6      | Storbritannien | 1    | 9      | 6     | 16     |
| 7      | Ryssland       | 0    | 3      | 1     | 4      |
| 8      | Slovakien      | 0    | 0      | 1     | 1      |
| NP     | Italien        | 0    | 0      | 0     | 0      |
| NP     | Schweiz        | 0    | 0      | 0     | 0      |
| Totalt | Totalt         | 38   | 38     | 38    | 114    |

## Medaljsammanfattning 20-manna

### Premier
| Klass                  | Guld     | Silver   | Brons    |
| 200m, premier herrar   | Tyskland | Tjeckien | Ukraina  |
| 500m, premier herrar   | Tyskland | Tjeckien | Ukraina  |
| 2 000m, premier herrar | Tjeckien | Tyskland | Ungern   |
| 200m, premier damer    | Tyskland | Tjeckien | Ungern   |
| 500m, premier damer    | Tyskland | Tjeckien | Ukraina  |
| 2 000m, premier damer  | Tyskland | Tjeckien | Ukraina  |
| 200m, premier mixed    | Tyskland | Tjeckien | Ukraina  |
| 500m, premier mixed    | Tjeckien | Tyskland | Ukraina  |
| 2 000m, premier mixed  | Tyskland | Tjeckien | Ryssland |

### U18
| Klass             | Guld   | Silver   | Brons          |
| 200m, U18 mixed   | Ungern | Tyskland | Polen          |
| 500m, U18 mixed   | Ungern | Polen    | Tyskland       |
| 2 000m, U18 mixed | Ungern | Polen    | Storbritannien |

### Senior A
| Klass                   | Guld     | Silver         | Brons    |
| 200m, senior A herrar   | Ukraina  | Ryssland       | Tjeckien |
| 500m, senior A herrar   | Ukraina  | Tjeckien       | Polen    |
| 2 000m, senior A herrar | Ukraina  | Tjeckien       | Polen    |
| 200m, senior A damer    | Ukraina  | Storbritannien | Tjeckien |
| 500m, senior A damer    | Ukraina  | Storbritannien | Tjeckien |
| 2 000m, senior A damer  | Tjeckien | Storbritannien | Ukraina  |
| 200m, senior A mixed    | Tyskland | Tjeckien       | Ukraina  |
| 500m, senior A mixed    | Tyskland | Ukraina        | Tjeckien |
| 2 000m, senior A mixed  | Tyskland | Tjeckien       | Ukraina  |

### Senior B
| Klass                   | Guld    | Silver         | Brons          |
| 200m, senior B herrar   | Ukraina | Ryssland       | Storbritannien |
| 500m, senior B herrar   | Ukraina | Ryssland       | Tjeckien       |
| 2 000m, senior B herrar | Ukraina | Storbritannien | Tjeckien       |
| 200m, senior B mixed    | Ukraina | Tyskland       | Tjeckien       |
| 500m, senior B mixed    | Ukraina | Tjeckien       | Tyskland       |
| 2 000m, senior B mixed  | Ukraina | Tyskland       | Tjeckien       |

## Medaljsammanfattning 10-manna

### Premier
| Klass                  | Guld           | Silver         | Brons          |
| 200m, premier herrar   | Ungern         | Polen          | Storbritannien |
| 500m, premier herrar   | Ungern         | Tyskland       | Storbritannien |
| 2 000m, premier herrar | Tyskland       | Polen          | Storbritannien |
| 200m, premier damer    | Polen          | Storbritannien | Tyskland       |
| 500m, premier damer    | Polen          | Storbritannien | Tyskland       |
| 2 000m, premier damer  | Storbritannien | Polen          | Slovakien      |

### U18
| Klass              | Guld   | Silver         | Brons    |
| 200m, U18 herrar   | Ungern | Storbritannien | Polen    |
| 500m, U18 herrar   | Polen  | Storbritannien | Tyskland |
| 2 000m, U18 herrar | Ungern | Polen          | Tyskland |

### Senior A
| Klass                  | Guld  | Silver         | Brons          |
| 500m, senior A herrar  | Polen | Storbritannien | Ungern         |
| 2000m, senior A herrar | Polen | Ungern         | Storbritannien |